# La montaña mágica y el cuerno encantado
La Montaña Mágica Y El Cuerno Encantado (en noruego: Blåfjell 2: Jakten på det magiske horn 'Montaña Azul II: La Búsqueda de la Montaña Azul') es una película noruega de aventuras de 2011. El museo industrial Blaafarveværket fue usado como set de rodaje. La película es una secuela de la película de 2009, La Montaña Mágica y fue la primera película en 3D producida en Noruega. Fue vista en los cines por 272.719 personas.

## Reparto
- Ane Viola Semb: Rosazul (Fjellrose)
- Johan Tinus Lindgren: Dreng
- Toralv Maurstad: Mosetussen
- Per Christian Ellefsen: Rimspå
- Elsa Lystad: Gamlemor
- Robert Skjærstad: Nissefyken
- Geir Morstad: Kullbaronen
- Stig Werner Moe: Mons
- Simon Andersen: Pilten